# 莫爾多瓦語支
莫爾多瓦語支（羅馬化：Mordovskiye yazyki）是烏拉爾語系的一個下屬語支，包括埃尔齐亚语和莫克沙語兩门关系密切的語言（两者都通行于莫尔多瓦共和国）。之前曾被认为是一个单个“莫尔多瓦语”，但现今被认为是一个小型的语支。由于在音位學、词库及语法方面的差别，埃尔齐亚语和莫克沙語并不能互通，以至在两个族群间用俄语来交流。
这两门莫尔多瓦语有各自的书面标准，埃尔齐亚书面标准建立于1922年，莫克沙书面标准建立于1923年。
曾存在于中世纪的梅谢拉语可能属于莫尔多瓦语支，或者跟莫尔多瓦语支有关联。